# USS Edison (DD-439)
Эскадренный миноносец «Эдисон» (англ. USS Edison (DD-439)) — американский эсминец типа Gleaves.
Заложен на верфи Federal Shipbuilding, Кирни, Нью-Джерси 18 марта 1940 года. Заводской номер: 170. Спущен 23 ноября 1940 года, вступил в строй 31 января 1941 года. Выведен в резерв 18 мая 1946 года.
Из ВМС США исключён 1 апреля 1966 года. Продан 29 декабря 1966 года фирме «Lipsett Div., Luria Bros.», Нью-Йорк и разобран на слом.